# Retro Game One
Retro Game One est une émission de télévision quotidienne et hebdomadaire diffusée sur la chaîne télévisée française Game One, consacrée au retrogaming, et plus particulièrement aux jeux vidéo des années 1980 et début 1990. L'émission a été diffusée pour la première fois le 1er octobre 2007. Présenté et animé par Marc Lacombe (Marcus), chaque épisode dure approximativement 10 minutes et alterne extraits de jeux vidéos commentés et sketchs mettant en scène Marcus et ses acolytes. Depuis 2021, la série est également diffusée sur le canal Gaming de Pluto TV.

## Synopsis
Grâce à sa machine temporelle, bricolée à partir d'une console Intellivision, Marcus voyage à travers l'histoire du jeu vidéo, des salles d'arcades des années 80 aux consoles de salon des années 2000, et croise des personnages hauts en couleur qui lui font découvrir des thèmes tels que Sonic, Final Fantasy ou encore Alone in the Dark.

## Historique
Retro Game One est une émission écrite par Mathias Lavorel, l'inséparable acolyte de Marcus, avec qui il travaillait pour Micromania, et que l'on retrouvait également régulièrement dans l'émission Chez Marcus diffusée sur la chaîne Nolife. Il lui arrive aussi d'apparaître devant la caméra, en tant que figurant. Le générique de l'émission est composé par Christian Esteves-Vallée, cofondateur du groupe de musique électronique parisien WUMM.
Parmi les autres figurants, on peut également retrouver Pierre Boulay, réalisateur historique de Game One, Julien Tellouck, présentateur du JT de Game One et de #TeamG1 ou encore Célyne Durand.
Durant la première saison, Retro Game One se base sur le contenu de l'ancien magazine Mémoire Vive, qui fut diffusé sur Game One entre 1999 et 2000 puis rediffusé jusqu'en 2007 (et créée par Alex Pilot et Jean Monset), dans lequel on pouvait voir des démonstrations de jeux rétro, sans commentaires audio, afin de pouvoir apprécier le son du jeu; seuls quelques encadrés informatifs apparaissaient. Des encadrés sont donc retrouvés dans Retro Game One, car l'émission reprend les mêmes images (on peut reconnaître les « synthés » bleus de l'habillage de Game One 1998-2000), auxquels se mêlent divers commentaires et anecdotes de Marcus, sur les jeux regroupés autour d'un thème plus ou moins en rapport à chacun. Le succès est immédiat, le contrat pour cette émission est renouvelé; cependant, ce principe montre rapidement ses faiblesses, qui se traduisent par un manque de liberté.
Par conséquent, à partir de la saison 2, démarrée en avril 2008, l'émission abandonne les images d'archives de Mémoire Vive, et s'octroie enfin une liberté éditoriale. Désormais, le contenu de l'émission est totalement inédit, les thèmes abordés sont plus pertinents, et des invités font leur apparition. Ainsi, si les émissions regroupent principalement les jeux par année, certaines s'attardent plutôt sur un type de jeu, ou un système en particulier (ex : émission consacrée à l'Atari ST, avec la participation de Philippe Ulrich, fondateur de Cryo Interactive), ou sur un sujet d'actualité (ex : véritable émission spéciale Indiana Jones, lors de la sortie d'Indiana Jones 4 au cinéma). Cette saison a été inaugurée, le 22 avril 2008, par une émission spéciale, clin d'œil à la saga Retour vers le futur, se déroulant en 2067, et présentée par Papy Marcus (101 ans). Vision futuriste, où la télévision est en 3D et où les joueurs n'ont plus besoin de manettes pour jouer, cette fausse émission parodique présente le nouveau concept de Retro Game One, en revenant sur les jeux marquants de l'année 2007 (qui seront des jeux rétro en 2067). Durant cette saison 2, de nombreuses émissions furent consacrées à une année en particulier.
L'émission est renouvelée jusqu'en 2011.
En 2014, la série revient pour une saison de 15 épisodes, basés principalement sur les années 2001 à 2005 et sur des consoles comme le Gamecube et la Playstation 2, désormais considérées comme « rétro ». Ces épisodes sont diffusés à partir du 11 avril 2014.
Lors d'une émission célébrant les 20 ans de Game One, diffusée le 7 novembre 2018, Marcus annonce que de nouveaux épisodes ont été commandés par la chaîne et qu'ils seront tournés courant 2019. Ceux-ci, diffusés à partir de novembre 2019, mettent en scène encore plus d'invités spéciaux, tels que Tom Novembre, ou Céline Monsarrat et Luq Hamet (comédiens de doublage de Retour vers le futur) ou encore des youtubeurs comme Joueur du Grenier et Seb ou Captain Popcorn. A l'occasion du tournage de cette 7e saison est réalisé un épisode spécial Making-of d'une quinzaine de minutes, montrant les coulisses de l'émission (séances d'écriture, de tournage, bêtisier...).
En 2022, une soirée spéciale d'une 1h30 fait la rétrospective de l'émission depuis ses débuts. Mettant en scène un procès burlesque de Marcus devant le « Tribunal des variables d'antan (TVA) », elle alterne parodies de publicités et quiz avec des acteurs du retrogaming comme Frédérick Raynal, Patrick Hellio ou Jérôme Niel. Une suite est proposée quelques semaines plus tard, lors d'une seconde soirée spéciale. Cette fois-ci, Marcus, transformé en princesse, est entouré de Gérard Baste et Genius pour participer à des quiz et des parties de jeux vidéo rétro loufoques.

## Épisodes
| Saison  | Épisode | Titre                                                              | Date             |
| ------- | ------- | ------------------------------------------------------------------ | ---------------- |
| 1       | 001     | Kung-fu                                                            | 2007             |
| 1       | 002     | Beat'em all (1/2)                                                  | 2007             |
| 1       | 003     | Run 'n' Gun / Scrolling multidirectionnels                         | 2007             |
| 1       | 004     | Guerre et Gros bras                                                | 2007             |
| 1       | 005     | Jeux de boules (ou Bouboules)                                      | 2007             |
| 1       | 006     | Jeux Préhistoriques                                                | 2007             |
| 1       | 007     | Jeux Star Wars                                                     | 2007             |
| 1       | 008     | Jeux de Sport / Track n Field                                      | 2007             |
| 1       | 009     | Disney                                                             | 2007             |
| 1       | 010     | Jeux Hokuto no Ken / Ken le Survivant                              | 2007             |
| 1       | 011     | Programmeurs de génie                                              | 2007             |
| 1       | 012     | Survival horror - Alone in the Dark                                | 2007             |
| 1       | 013     | Jeux Indiana Jones (1/2)                                           | 2007             |
| 1       | 014     | Karaté                                                             | 2007             |
| 1       | 015     | Final Fantasy                                                      | 2007             |
| 1       | 016     | Jeux Pac-Man                                                       | 2007             |
| 1       | 017     | Plate-forme Action                                                 | 2007             |
| 1       | 018     | Sports US                                                          | 2007             |
| 1       | 019     | Beat'em all (2/2)                                                  | 2007             |
| 1       | 020     | Jeux de casse-briques                                              | 2007             |
| 1       | 021     | SPA                                                                | 2007             |
| 1       | 022     | Super-héros                                                        | 2007             |
| 1       | 023     | Adaptations d'animés (Japanim)                                     | 2007             |
| 1       | 024     | Chevalerie / Ghouls 'n' Ghost                                      | 2007             |
| 1       | 025     | Jeux de magie                                                      | 2007             |
| 1       | 026     | Mascottes                                                          | 2007             |
| 1       | 027     | Jeux d'avions (ou Aviation)                                        | 2007             |
| 1       | 028     | Splatterhouse (ou Jason)                                           | 2007             |
| 1       | 029     | Jeux de western                                                    | 20 novembre 2007 |
| 1       | 030     | Sonic                                                              | 20 novembre 2007 |
| 1       | 031     | Parodius et autres Shoot Parodiques                                | 2007             |
| 1       | 032     | Jeux de ninjas                                                     | 2007             |
| 1       | 033     | Bestioles                                                          | 2007             |
| 1       | 034     | Jeux pour la frime (ou Frimeurs)                                   | 2007             |
| 1       | 035     | Désert                                                             | 2007             |
| 1       | 036     | Fouets                                                             | 2007             |
| 1       | 037     | Magie des salles d'arcades                                         | 2007             |
| 1       | 038     | Mode 7                                                             | 2007             |
| 1       | 039     | Héros sportifs                                                     | 2007             |
| 1       | 040     | School sports                                                      | 2007             |
| 1       | 041     | Année 1980                                                         | 2007             |
| 1       | 042     | Année 1981                                                         | 2007             |
| 1       | 043     | Année 1982                                                         | 2007             |
| 1       | 044     | Année 1983                                                         | 2007             |
| 1       | 045     | Année 1984 (1/2)                                                   | 2007             |
| 1       | 046     | Année 1984 (2/2)                                                   | 2007             |
| 1       | 047     | Année 1985 (1/2)                                                   | 2007             |
| 1       | 048     | Année 1985 (2/2)                                                   | 2007             |
| 1       | 049     | Jeux Indiana Jones (2/2)                                           | 2007             |
| 1       | 050     | Année 1986                                                         | 2007             |
| 1       | 051     | Spéciale C64 et CPC                                                | 2007             |
| 1       | 052     | Année 1987 (1/2)                                                   | 2007             |
| 1       | 053     | Année 1987 (2/2)                                                   | 2007             |
| 1       | 054     | Année 1988 ???                                                     | 2007             |
| 1       | 055     | Année 1989                                                         | 2007             |
| 1       | 056     | Amiga                                                              | 2007             |
| 1       | 057     | Spéciale NEC PC-Engine                                             | 2007             |
| 1       | 058     | Spéciale Jeux d'aventure                                           | 2007             |
| 2       | 059     | Spéciale Megadrive                                                 | 2008             |
| 2       | 060     | Année 1990                                                         | 2008             |
| 2       | 061     | Année 1991                                                         | 2008             |
| 2       | 062     | Année 1992                                                         | 2008             |
| 2       | 063     | Super Nintendo et 1992                                             | 2008             |
| 2       | 064     | Année 1993 ???                                                     | 2008             |
| 2       | 065     | Année 1994                                                         | 2008             |
| 2       | 066     | Spéciale Playstation                                               | 2008             |
| 2       | 067     | Année 1995                                                         | 2008             |
| 2       | 068     | Année 1996                                                         | 2008             |
| 2       | 069     | Année 1997                                                         | 2008             |
| 2       | 070     | Année 1998 ???                                                     | 2008             |
| 2       | 071     | Spéciale Dreamcast                                                 | 2008             |
| 2       | 072     | Année 1999 (1/2)                                                   | 2008             |
| 3       | 073     | Année 1999 (2/2)                                                   | 2009             |
| 3       | 074     | Star Trek                                                          | 2009             |
| 3       | 075     | Année 2000 (1/2)                                                   | 2009             |
| 3       | 076     | Année 2000 (2/2)                                                   | 2009             |
| 3       | 077     | La Saga James Bond                                                 | 2009             |
| 3       | 078     | Jeux musicaux                                                      | 2009             |
| 3       | 079     | Playstation 2 (1/2)                                                | 2009             |
| 3       | 080     | Playstation 2 (2/2)                                                | 2009             |
| 3       | 081     | Spéciale Noël                                                      | 2009             |
| 3       | 082     | Spéciale tennis                                                    | 2009             |
| 3       | 083     | Game & Watch                                                       | 2009             |
| 3       | 084     | Superman                                                           | 2009             |
| 3       | 085     | Spider-Man                                                         | 2009             |
| 3       | 086     | Batman                                                             | 2009             |
| 3       | 087     | Bad boys du jeu vidéo                                              | 2009             |
| 3       | 088     | Retro Game one's anatomy                                           | 2009             |
| 3       | 089     | Jeux pour Amoureux                                                 | 2009             |
| 3       | 090     | Spéciale Princesses                                                | 2009             |
| 3       | 091     | Simpsons                                                           | 2009             |
| 3       | 092     | French Touch                                                       | 2009             |
| 3       | 093     | Jeux d'athletisme                                                  | 2009             |
| 3       | 094     | Jeux d'animaux                                                     | 2009             |
| 3       | 095     | Jeux de ski                                                        | 2009             |
| 3       | 096     | Cuisine                                                            | 2009             |
| 3       | 097     | Foot                                                               | 2009             |
| 3       | 098     | Héros énervants                                                    | 2009             |
| 3       | 099     | Jeux de Stratégie RTS                                              | 2009             |
| 3       | 100     | Jeux de Bagnoles                                                   | 2009             |
| 3       | 101     | Miss du jeu vidéo                                                  | 2009             |
| 3       | 102     | Zombies                                                            | 2009             |
| 3       | 103     | Jeux de Pirates                                                    | 2009             |
| 3       | 104     | Les fantômes                                                       | 2009             |
| 3       | 105     | Voyages dans le temps                                              | 2009             |
| 4       | 106     | Fous Volants                                                       | 2010             |
| 4       | 107     | Champions du monde                                                 | 2010             |
| 4       | 108     | Musique                                                            | 2010             |
| 4       | 109     | Cirque                                                             | 2010             |
| 4       | 110     | D-Day                                                              | 2010             |
| 4       | 111     | Chasse et pêche                                                    | 2010             |
| 4       | 112     | Mineurs                                                            | 2010             |
| 4       | 113     | Michael Jackson                                                    | 2010             |
| 4       | 114     | Lara tu t'appelles Lara                                            | 2010             |
| 4       | 115     | Les autres têtes brulées                                           | 2010             |
| 4       | 116     | Zéro de conduite                                                   | 2010             |
| 4       | 117     | Marzan de la jongle                                                | 2010             |
| 4       | 118     | Le messager du futur                                               | 2010             |
| 4       | 119     | Les jeux des jeux                                                  | 2010             |
| 4       | 120     | Vivement l'étoile (1/4)                                            | 2010             |
| 4       | 121     | Vivement l'étoile (2/4)                                            | 2010             |
| 4       | 122     | Vivement l'étoile (3/4)                                            | 2010             |
| 4       | 123     | Vivement l'étoile (4/4)                                            | 2010             |
| 4       | 124     | A la source des boules                                             | 2010             |
| 4       | 125     | De Dragon Ball à Dragon Ball Z                                     | 2010             |
| 4       | 126     | De Dragon Ball Z à Dragon Ball GT                                  | 2010             |
| 4       | 127     | A tes souhaits                                                     | 2010             |
| 5       | 128     | Spéciale MMORPG (1/2)                                              | 2011             |
| 5       | 129     | Spéciale MMORPG (2/2)                                              | 2011             |
| 5       | 130     | Spéciale séries TV (1/2)                                           | 2011             |
| 5       | 131     | Spéciale séries TV (2/2)                                           | 2011             |
| 5       | 132     | Spéciale puzzle (1/2)                                              | 2011             |
| 5       | 133     | Spéciale puzzle (2/2)                                              | 2011             |
| 5       | 134     | Sonic spécial 20 ans (1/2)                                         | 2011             |
| 5       | 135     | Sonic spécial 20 ans (2/2)                                         | 2011             |
| 6       | 136     | Année 2001                                                         | 2014             |
| 6       | 137     | Année 2002                                                         | 2014             |
| 6       | 138     | Année 2003                                                         | 2014             |
| 6       | 139     | Année 2004                                                         | 2014             |
| 6       | 140     | Année 2005                                                         | 2014             |
| 6       | 141     | La saga Castlevania                                                | 2014             |
| 6       | 142     | La saga Metal Slug                                                 | 2014             |
| 6       | 143     | La saga Metroid                                                    | 2014             |
| 6       | 144     | La saga Pokémon                                                    | 2014             |
| 6       | 145     | La Xbox                                                            | 2014             |
| 6       | 146     | La Game Cube                                                       | 11 avril 2014    |
| 6       | 147     | Les Consoles maudites                                              | 11 avril 2014    |
| 6       | 148     | La Menace extra-terrestre                                          | 2014             |
| 6       | 149     | Les Jeux vus du ciel par Yann Marcus Bertrand                      | 2014             |
| 6       | 150     | Les Soprano du jeu vidéo                                           | 2014             |
| 7       | 151     | Nolan Bushnell, le filou                                           | 2019             |
| 7       | 152     | Medievil                                                           | 2019             |
| 7       | 153     | Hideo Kojima, l'homme qui aimait trop le cinéma                    | 2019             |
| 7       | 154     | Frédérick Raynal, l'homme qui inventa la peur                      | 2019             |
| 7       | 155     | Pirates à la carte                                                 | 2019             |
| 7       | 156     | Éric Barone, l'homme qui n'avait besoin de personne                | 2019             |
| 7       | 157     | Neil Druckmann, l'homme sans frontières                            | 2019             |
| 7       | 158     | Casa de Mattel                                                     | 2019             |
| 7       | 159     | Chris Avellone, l'homme qui murmurait à l'oreille des dragons      | 2019             |
| 7       | 160     | Michel Ancel, l'homme qui sait ce qu'il veut                       | 2019             |
| 7       | 161     | Nos amis les bêtes                                                 | 2019             |
| 7       | 162     | Ron Gilbert, l'homme qui recherche la simplicité                   | 2019             |
| 7       | 163     | Amy Hennig, la femme qui disait de belles aventures                | 2019             |
| 7       | 164     | Changer de bord (personnages secondaires)                          | 2019             |
| 7       | 165     | Tim Schafer, l'homme qui voyait double                             | 2019             |
| 7       | 166     | Roberta Williams, la femme qui rêvait d'un chalet                  | 2019             |
| 7       | 167     | Chérie, fais-moi peur                                              | 2019             |
| 7       | 168     | Les frères Houser, les hommes qui sentaient le soufre et la poudre | 2019             |
| 7       | 169     | Le Marcheur mort (The Walking Dead)                                | 2019             |
| 7       | 170     | Game of MODs                                                       | 2019             |
| 7       | 171     | Star Wars Holy Games Special (1/3)                                 | 2019             |
| 7       | 172     | Star Wars Holy Games Special (2/3)                                 | 2019             |
| 7       | 173     | Star Wars Holy Games Special (3/3)                                 | 2019             |
| 7       | 174     | C'est pas sérieux : La PlayStation 3                               | 2019             |
| 7       | 175     | Amstrad CPC (1/2)                                                  | 2019             |
| 7       | 176     | Amstrad CPC (2/2)                                                  | 2019             |
| 7       | 177     | Game Hunter                                                        | 2019             |
| 7       | 178     | Retour vers le foutoir                                             | 2019             |
| 7       | 179     | La Mystérieuse Affaire des cylindres qui parlent                   | 2019             |
| 7       | 180     | L'Énigme du secret de l'étrange client mystère                     | 2019             |
| 7       | 181     | Les Frères Rodriguez                                               | 2019             |
| 7       | 182     | Météo                                                              | 2019             |
| 7       | 183     | Rétro Fitness                                                      | 2019             |
| 7       | 184     | La saga Alien                                                      | 2019             |
| 7       | 185     | Vraie vie versus jeux vidéo                                        | 2019             |
| 7       | 186     | LNJ, le Tueur aux milles visages                                   | 2019             |
| 7       | 187     | Les Amis                                                           | 2019             |
| Spécial | -       | Soirée spécial Retro Game : Making Of 2014                         |                  |
| Spécial | -       | Soirée spécial Retro Game One : Making of 2019                     |                  |
| Spécial | -       | Soirée spéciale Retro Game One : Making of 2022                    | 27 mars 2021,    |
| Spécial | -       | Soirée spéciale Retro Game One                                     | 13 mars 2022     |
| Spécial | -       | Soirée spéciale Retro Game One : partie 2                          | 15 mai 2022      |